# Барньовка (Казахстан)
Барньо́вка (каз. Барнев) — село у складі Кизилжарського району Північноказахстанської області Казахстану. Входить до складу Березівського сільського округу.
Населення — 157 осіб (2021; 211 у 2009, 263 у 1999, 390 у 1989).
Національний склад станом на 1989 рік:
- росіяни — 75 %.